# La venda
"La venda" er en sang fremført af Miki som deltog i Eurovision Song Contest 2019. Sangen opnåede en 22. plads.

## Eksterne kilder og henvisninger
1. ↑  https://eurovision.tv/participant/miki

| Musik | Spire Denne musikartikel er en spire som bør udbygges. Du er velkommen til at hjælpe Wikipedia ved at udvide den. |